# Kościan
Kościan (udtale: [ˈkɔɕt͡ɕan], tysk: Kosten) er en by i den sydvestlige  del af  voivodskabet Storpolen i  det vestlige centrale del af Polen. Byen   har 24.022(2021) indbyggere og et areal på 8,75 km², og er administrationsby i  powiatet Kościan.

## Historie
Kościan blev grundlagt i det 12. eller 13. århundrede, da det var en del af Hertugdømmet Storpolen i det fragmenterede polske rige. Den fik byrettigheder i anden halvdel af det 13. århundrede, som senere blev bekræftet af kong Władysław Jagiełło i 1400. Fra 1332 var Kościan en kongeby i Polen. Det var et amtssæde (powiat) sæde i Poznań voivodeskab i provinsen  Storpolen i Kongeriget Polens krone. I det 15. århundrede var Kościan berømt for sin tøjproduktion. Kong Kasimir 4. Jagiellon gav Kościan klæder det første industrielle varemærke i Polens historie . På det tidspunkt var Kościan den næststørste by i det historiske Storpolen (efter Poznań). Kościan blev taget til fange af det svenske under den svenske invasion af Polen ("den svenske syndflod") i 1655, men blev hurtigt generobret af en partisanenhed ledet af Krzysztof Żegocki. Byen led under yderligere svenske og russiske invasioner i det 18. århundrede. Den 2. polske nationale kavaleribrigade var stationeret i Kościan. Kościan blev annekteret af Preussen i Polens anden deling i 1793. Den  Storpolske opstand i 1794 begyndte i Kościan. Efter den vellykkede Storpolske opstand i 1806, blev den genvundet af polakkerne og inkluderet i det kortelivede Hertugdømmet Warszawa. Det 12. polske infanteriregiment blev dannet i Kościan i 1806. I 1815 blev det genannekteret af Preussen. I 1918 genvandt Polen uafhængighed, og kort efter brød Storpolske opstand ud, hvis mål var at genforene byen og regionen med den genfødte polske stat. Den 29.-30. december 1918 stjal lokale polske spejdere mere end 900 maskingeværer, rifler og pistoler fra et tysk militærlager, og Kościan blev befriet.

## Galleri
- Rådhuset, som nu huser det regionale museum
- Kristuskirkenn, opført i 1666
- Kościański kanalen
- Distriktsret og monument for  Pave Johannes Paul 2.
- Monument for Florian Marciniak
- Kommunal park